# Konvergenz (Ozeanographie)
In der Ozeanographie bezeichnen Konvergenz und Divergenz zentrale Strömungsmuster, die für die vertikale Wasserzirkulation in den Weltmeeren verantwortlich sind. Sie spielen eine entscheidende Rolle für den globalen Nährstoffkreislauf, die biologische Produktivität und die thermohaline Zirkulation.

## Konvergenz
Der Begriff Konvergenz (lat. convergere, „zusammenlaufen“) beschreibt das horizontale Zusammenfließen von Wassermassen an der Meeresoberfläche. In solchen Gebieten bewegen sich Strömungen aus unterschiedlichen Richtungen aufeinander zu, was zu einem Anstau führt. Da das Wasser nicht weiter horizontal verdrängt werden kann – etwa bei der Begegnung mit einer Küste (sogenannte Küstenkonvergenz) oder innerhalb subtropischer Wirbel – erfolgt ein Abwärtsströmen des Wassers, das sogenannte Downwelling.
In diesen Bereichen wird das nährstoffarme Oberflächenwasser in tiefere Wasserschichten gedrückt. Dadurch entsteht ein ökologisch weniger produktiver Lebensraum, da der Zustrom nährstoffreichen Tiefenwassers unterbunden wird. Konvergente Zonen treten typischerweise in subtropischen Hochdruckgebieten auf, wie etwa im Zentrum ozeanischer Gyren.

## Divergenz
Im Gegensatz dazu bezeichnet Divergenz (lat. divergere, „auseinanderstreben“) das horizontale Auseinanderströmen von Oberflächenwasser. Dabei entfernen sich Wassermassen voneinander, was einen Unterdruck an der Oberfläche erzeugt. Um dieses Defizit auszugleichen, strömt kühleres und nährstoffreiches Tiefenwasser nach oben – ein Vorgang, der als Upwelling bekannt ist.
Divergente Zonen sind bedeutende ökologische Hotspots, da das aufsteigende Tiefenwasser die Primärproduktion durch Phytoplankton stark fördert. Typische Beispiele für Divergenz finden sich entlang des Äquators, wo durch die entgegengesetzten Ablenkungen des Oberflächenwassers nördlich und südlich des Äquators eine Divergenz entsteht, die zu konstantem Auftrieb führt (äquatoriale Divergenzzone), sowie an den Westseiten von Kontinenten, wo Passatwinde das Oberflächenwasser vom Festland wegführen (Ekman-Transport) und somit Küstenauftrieb erzeugen.

## Bedeutung für El Niño-Ereignisse
Die Prozesse der Konvergenz und Divergenz spielen eine zentrale Rolle beim Verständnis von El Niño- und La-Niña-Ereignissen, die Teil der sogenannten El Niño-Southern Oscillation (ENSO) sind.
Unter normalen Bedingungen verursacht der Südostpassat über dem Pazifik einen Westtransport des Oberflächenwassers, wodurch sich warmes Wasser im westlichen tropischen Pazifik aufstaut. Gleichzeitig führt dieser Transport zu einer Divergenz im östlichen äquatorialen Pazifik, vor allem vor der Küste Südamerikas, die intensives Upwelling und damit nährstoff- und fischreiche Gewässer begünstigt.
Während eines El Niño-Ereignisses schwächen sich die Passatwinde ab oder kehren sich lokal um. Dadurch kommt es zu:
- einer Reduktion oder Aufhebung der äquatorialen Divergenz im Ostpazifik,
- einem Rückgang des Auftriebs (Upwelling) vor Südamerika und
- einer Anhäufung warmen Oberflächenwassers im östlichen Pazifik.[5]

Die Folge ist eine konvergenzähnliche Situation, bei der warmes, nährstoffarmes Wasser eine Sperrschicht bildet, die das Aufsteigen des kühlen Tiefenwassers blockiert. Dies hat erhebliche Auswirkungen auf die Fischerei, das Klima und die Niederschlagsmuster weltweit.
Im Gegensatz dazu verstärken sich bei La Niña die Passatwinde, wodurch:
- die äquatoriale Divergenz zunimmt,
- das Upwelling intensiver wird und
- die biologische Produktivität im Ostpazifik ansteigt.[6]